# ブラックライトシアター
ブラックライトシアター（Black Light Theatre, チェコ語：černé divadlo）またはブラックシアター (Black Theatre) は、ブラックライトのイリュージョンによって増大されたブラックボックスシアター (Black box theater) の使用を特徴とする、演劇パフォーマンス・スタイル。ブラックライトシアターのパフォーマンス・スタイルは世界中の多くの場所で見られるかも知れないが、これを使う多くの劇場があるプラハの名物になった。
複雑な視覚的イリュージョンを創るための蛍光性の衣装と対になった、黒幕・暗いステージ・ブラックライティング（UVライト）の使用が特徴である。このブラックキャビネット技術はジョルジュ・メリエスやコンスタンチン・スタニスラフスキーが使っており、それがパフォーマーたちの表現に富むダンス、パントマイム、アクロバットの技巧と対になり、注目に値するスペクタクルを可能にする。
セオドアHoidekr黒劇場 - モダンブラックシアターは、劇場"HILT"で表される。